# Jérémy Jouve
Jérémy Jouve est un guitariste français né en 1979 à Échirolles en région Auvergne-Rhône-Alpes. Il s'illustre principalement en musique classique. Il est l'un des six français à avoir gagné le concours international de guitare GFA .

## Biographie
Jérémy Jouve commence la guitare à l'âge de 7 ans. Un goût de la musique hérité de son frère, Nicolas Jouve, pianiste classique. Élève de l'École Nationale de Musique de Chambéry, il suit les cours de Daniel Herbelot de 1987 à 1992. À l'âge de 10 ans, il interprète, en tant que soliste, un concerto de Vivaldi avec l'Orchestre de Chambéry,.
Jusqu'en 1994, il est élève au conservatoire à rayonnement régional de Grenoble, où il obtient la Médaille d’or à 13 ans, ainsi que le Prix de perfectionnement .
Le jeune Jérémy Jouve suit alors les cours privés d'Eric Franceries, qu'il considère comme l'une de ses plus fortes influences .
Il va ensuite se perfectionner à l'École normale de musique de Paris avec le maître Alberto Ponce, avec lequel il poursuit son apprentissage de la guitare au sein du Conservatoire national supérieur de musique et de danse de Paris jusqu'en 2000. Roland Dyens devient son professeur. Jérémy Jouve obtient le Diplôme de Formation Supérieure spécialité guitare du CNSMDP en 2001.
Il décide de suivre la classe du concertiste Laszlo Hadady, hautboïste solo de l'Ensemble Intercontemporain, et obtient son Diplôme de Formation Supérieure spécialité musique de chambre, l'année suivante. Il est un des rares guitaristes à être reçu en cycle de perfectionnement, il continuera son travail avec Laszlo Hadady jusqu'en 2004 .
Depuis 2003, sa carrière a une envergure internationale: de la tournée de 40 dates, lorsqu'il gagne le célèbre concours international de guitare Guitar Foundation America, aux scènes actuelles à l'étranger, Jérémy Jouve s'inscrit comme nouvel ambassadeur français de la guitare ,,,,.
Il se produit sur les plus grandes scènes musicales dans le monde : la salle Tchaïkovsky de Moscou, le festival de guitare d’Iserlohn en Allemagne, le National Théâtre et Concert Hall de Taipei à Taiwan, le Busan Cultural Center en Corée du Sud, Sha Tin Town Hall de Hong Kong, le festival de musique de Radio France à Montpellier, le festival de guitare de Saltillo au Mexique, la salle de concert de la Bibliothèque Luis Ángel Arango à Bogota en Colombie, et autres scènes d'Allemagne, d’Inde, de Corée, de Chine, du Viêt Nam, du Japon, de Grande-Bretagne, d'Espagne, des États-Unis.
Musicien ouvert à tous les styles, décrit comme avide de rencontres musicales, il joue avec justesse, dans un répertoire classique, contemporain, en musique de chambre, comme en musique solo .
On peut citer quelques-unes de ses collaborations:
- en musique de chambre avec Gérard Abiton, Pierre Fouchenneret, Elsa Grether, Nicolas Jouve, Christophe Morin, Roland Dyens, Eric Franceries, Mathias Duplessy, Sébastien Droy et Prabhu Edouard [1]
- en soliste pour concerto avec le Taïpeï Symphony Orchestra et le State Academic Symphony Orchestra de Moscou.

On note ses participations remarquées au sein de l'Orchestre de l'Opéra national de Paris, de l'Orchestre de l'Opéra national de Lyon, de l'ensemble Forum Sinfonietta et de l'Orchestre national d'Île-De-France.
Impliqué, il collabore étroitement avec Mathias Duplessy pour la composition de certains morceaux pour guitare solo. Notamment au cours de son dernier album Cavalcade, qui a reçu de bonnes critiques médiatiques ,,.
Son interprétation du Nocturnal de Benjamin Britten fait référence, de même que son interprétation de l’œuvre pour guitare solo de Joaquin Rodrigo .
Depuis son premier album solo en 2004, il a enregistré cinq albums dont deux dédiés à l’œuvre pour guitare solo du compositeur Joaquin Rodrigo ,.
L'album Traveling Sonata, en duo avec la flûtiste Viviana Guzman (en) lui apporte une nomination aux Grammy Awards .
En parallèle de ses tournées et enregistrements, Jérémy Jouve enseigne la guitare depuis 2018 au Conservatoire de musique de Genève et a été nommé professeur au Conservatoire à rayonnement régional de Paris en janvier 2020, succédant ainsi aux grand maîtres Gérard Abiton, Pedro Ibañez et Ramon de Herrera.

## Distinctions et Récompenses
Jérémy Jouve a remporté :
- le 1er prix du concours international GFA, organisé au Mexique en 2003[2].
- le 1er prix du concours international de guitare de Tychy  en 2002 [2].
- la Médaille d'or prix et le prix de perfectionnement en 1993 [2].

En 2014 son album Traveling Sonata, un duo avec flûte, enregistré au Studio Skywalker à San Francisco, est nommé aux Grammy Awards .
En 2015 son album Cavalcade intègre la sélection officielle FIP du mois d'avril .

## Discographie
- 2021 : Jérémy Jouve & Friends play Mathias Duplessy Chamber Music, enregistré au Château d’Hérouville (95) en juin 2020 avec Thibaut Garcia, Armen Doneyan, Samuelito[21], Pierre Fouchenneret, François Salque, Gérard Abiton et Julien Martineau - Totem
- 2015 : Cavalcade - Absilone
- 2013 : Traveling Sonata - Reference Recording
- 2013 : RODRIGO, J.: Guitar Music, Vol. 2 - Naxos
- 2009 : Jeremy Jouve - 2003 Winner of the International GFA Competition - Melbay
- 2008 : RODRIGO, J.: Guitar Music, Vol. 1 - Naxos
- 2004 : Jeremy Jouve Laureate Series - Naxos